# Barbut de MacClounie
El barbut de MacClounie (Pogonornis macclounii) és una espècie d'ocell de la família dels líbids (Lybiidae) que ha estat considerat una subespècie del barbut carabrú. 

Habita la selva humida, matollars i boscos d'Angola, Burundi, república del Congo, Malawi Zàmbia i Tanzània.